# 곽원근
곽원근(郭圓根, 1998년 5월 13일 ~ )은 대한민국의 바둑 기사이다.

## 약력
서울 출신이다. 충암바둑도장에서 유창혁 사범과 류민형, 류동완 사범으로부터 지도를 받았다. 2017년과 2018년 삼성화재배 월드 바둑마스터스 통합예선 그리고 제23회 LG배 조선일보 기왕전 통합예선에 출전했다. 2020년 1월에 제145회 일반부 입단대회를 통해 양민석과 김세현, 주치홍, 최진원과 함께 프로 바둑에 입단했다. 2021년 2단과 3단을 거쳐 2022년에 4단으로 승단했다.